# Pilot Station
Pilot Station é uma cidade localizada no estado americano de Alasca, no Wade Hampton Census Area.

## Demografia
Segundo o censo americano de 2000, a sua população era de 550 habitantes.
Em 2006, foi estimada uma população de 593, um aumento de 43 (7.8%).

## Geografia
De acordo com o United States Census Bureau, a localidade tem uma área de 5,9 km², dos quais 4,4 km² cobertos por terra e 1,5 km² cobertos por água.

## Localidades na vizinhança
O diagrama seguinte representa as localidades num raio de 68 km ao redor de Pilot Station.